# Siriuspatrullen

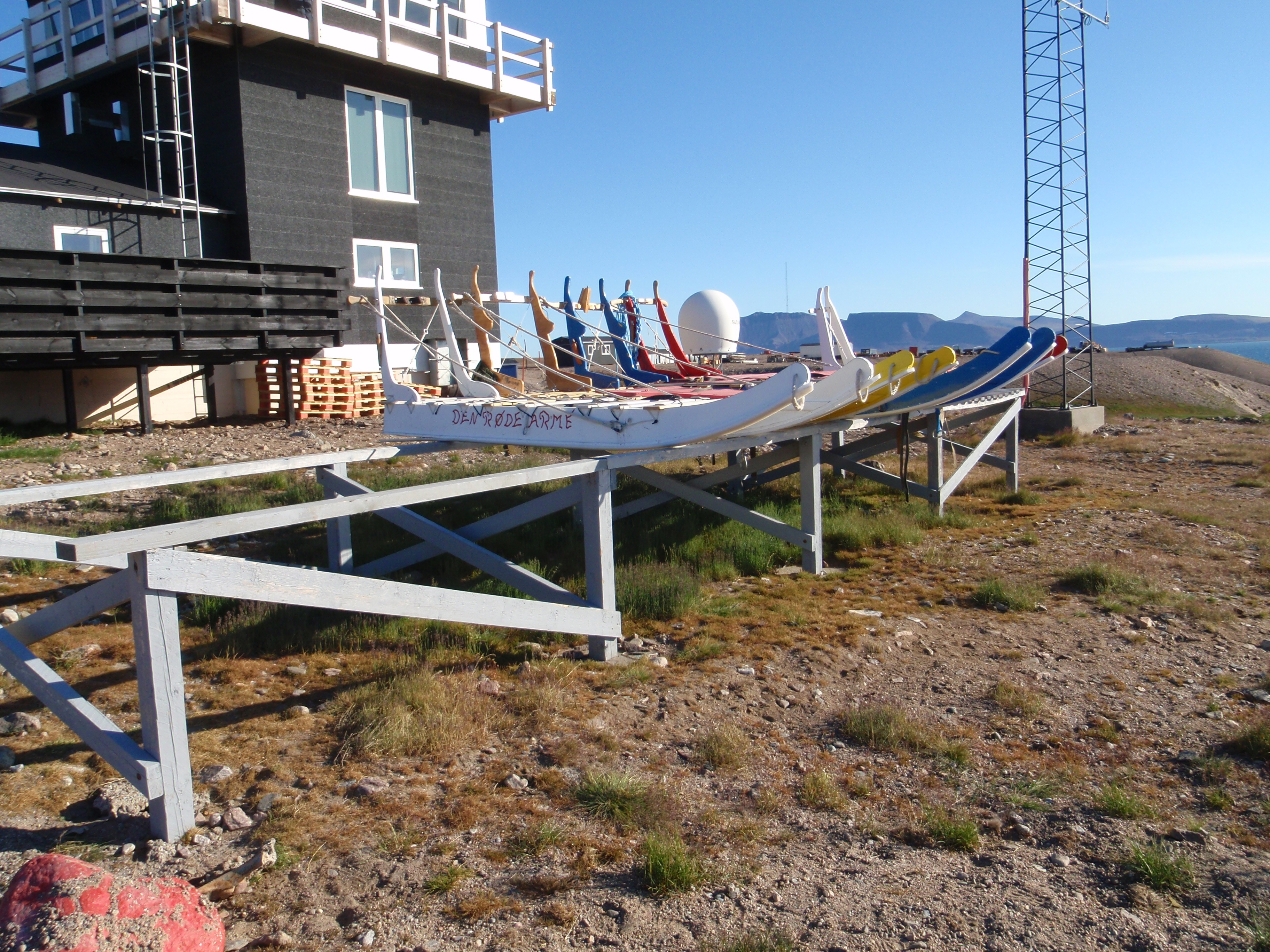
Siriuspatrullens högkvarter i Daneborg.

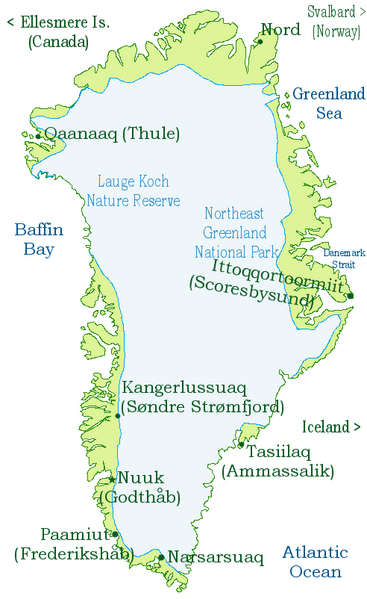
Siriuspatrullens ansvarsområde inom nationalparken

Siriuspatrullen (danska: Sirius-patruljen) är en dansk militär hundslädeenhet inom Søværnet (Danmarks flotta) stationerad i nordöstra Grönland. Den 14 man starka enheten ansvarar för övervakningen av norra och östra Grönland och ordningen i Grönlands nationalpark, Grönlands enda nationalpark.

## Organisation
Antagningskraven till enheten är mycket höga och sökande får vara högst 30 år gamla. Det hålls ett intag varje år och de antagna genomgår därefter 6 månaders utbildning innan de börjar sin tjänstgöring.
Danska flottan har överbefälet över enheten och tjänstgöringsperioden är på 26 månader.
12 man är stationerade vid enhetens högkvarter i Daneborg och ytterligare 2 man finns stationerade i Mestersvig. En forskningsstation på Ellas ö är även bas på somrarna.
Förnödenheter anländer endast 1 gång per år med fartyg, enheten har dock förråd för 2 år ifall isläget skulle hindra förrådsfartyget från att komma fram.

## Uppgifter
- Bibehålla Danmarks suveränitet över norra och östra Grönland
- Övervakning av i Grönlands nationalpark
- Militär bevakning av hela området

Siriuspatrullen utför dessutom kontroll och underhåll av cirka 65 stugdepåer i området.
Uppgifterna utförs till största delen med hundsläde men enheten har även tillgång till flygplan.

## Historia
Siriuspatrullen grundades 1950 och då under namnet "Resolut". Enheten löd då direkt under det danska överkommandot.
1953 ändrades så namnet till nuvarande Siriuspatrullen.
1994 övertog sedan Danska flottan överbefälet.